# Lasara Botomuzoi
Lasara Botomuzoi is een bestuurslaag in het regentschap Nias van de provincie Noord-Sumatra, Indonesië. Lasara Botomuzoi telt 872 inwoners (volkstelling 2010).